# Sydkorsorden
Sydkorsorden er en brasiliansk orden, indstiftet den 1. december 1822 af kejser Pedro 1. af Brasilien.

## Inddeling
Ved oprettelsen i 1822 fik ordenen fire klasser. Da ordenen blev genoprettet i 1932 fik den fem grader. I 1939 blev en ny, øverste grad, storkæde, indført. Sydkorsordenen har efter dette seks grader:
- Storkæde (Grande-Colar)
- Storkors (Grã-Cruz)
- Storofficer  (Grande-Oficial)
- Kommandør (Comendador)
- Officer (Oficial)
- Ridder (Cavaleiro)

| Bånd     | Bånd     | Bånd        | Bånd      | Bånd    | Bånd   |
| -------- | -------- | ----------- | --------- | ------- | ------ |
| Storkæde | Storkors | Storofficer | Kommandør | Officer | Ridder |